# Campus Biotech
 (novembre 2021).
Si vous disposez d'ouvrages ou d'articles de référence ou si vous connaissez des sites web de qualité traitant du thème abordé ici, merci de compléter l'article en donnant les références utiles à sa vérifiabilité et en les liant à la section « Notes et références ».
 (juin 2022).
Il peut être nécessaire de l'améliorer pour respecter le principe de neutralité de point de vue. Veuillez consulter la page de discussion pour plus de détails.

Le Campus Biotech est un  centre suisse qui accueille des instituts de recherche et entreprises de biotechnologie. Le Campus Biotech est situé dans l'ancien bâtiment de l'entreprise Merck Serono, dans le quartier de Sécheron à Genève (Suisse).
Le Campus Biotech fait partie du Parc suisse d'innovation (en).

## Histoire
Fin juin 2013, Merck Serono quitte son siège à Genève. Le bâtiment est acheté par Ernesto Bertarelli et Hansjörg Wyss (pour plus de 300 millions de francs suisses) afin de créer le Campus Biotech. La direction est donnée au Dr Benoît Dubuis qui se charge de lancer les opérations et de développer le site.

## Structure
Le Campus Biotech accueille les structures suivantes :
- Centre biomédical EPFL-UNIGE Biomedical Center (14 000 m2)
  - Centre de Neuroprothetics (EPFL)
- Human Brain Project et Blue Brain Project (EPFL) (5 000 m2)
- Wyss Center for Bio and Neuroengineering (8 000 m2)
- Fondation pour les Nouveaux Diagnostics Innovants (FIND)
- Biotech Innovation Square (12 000 m2)